# Sarah Connor (zangeres)

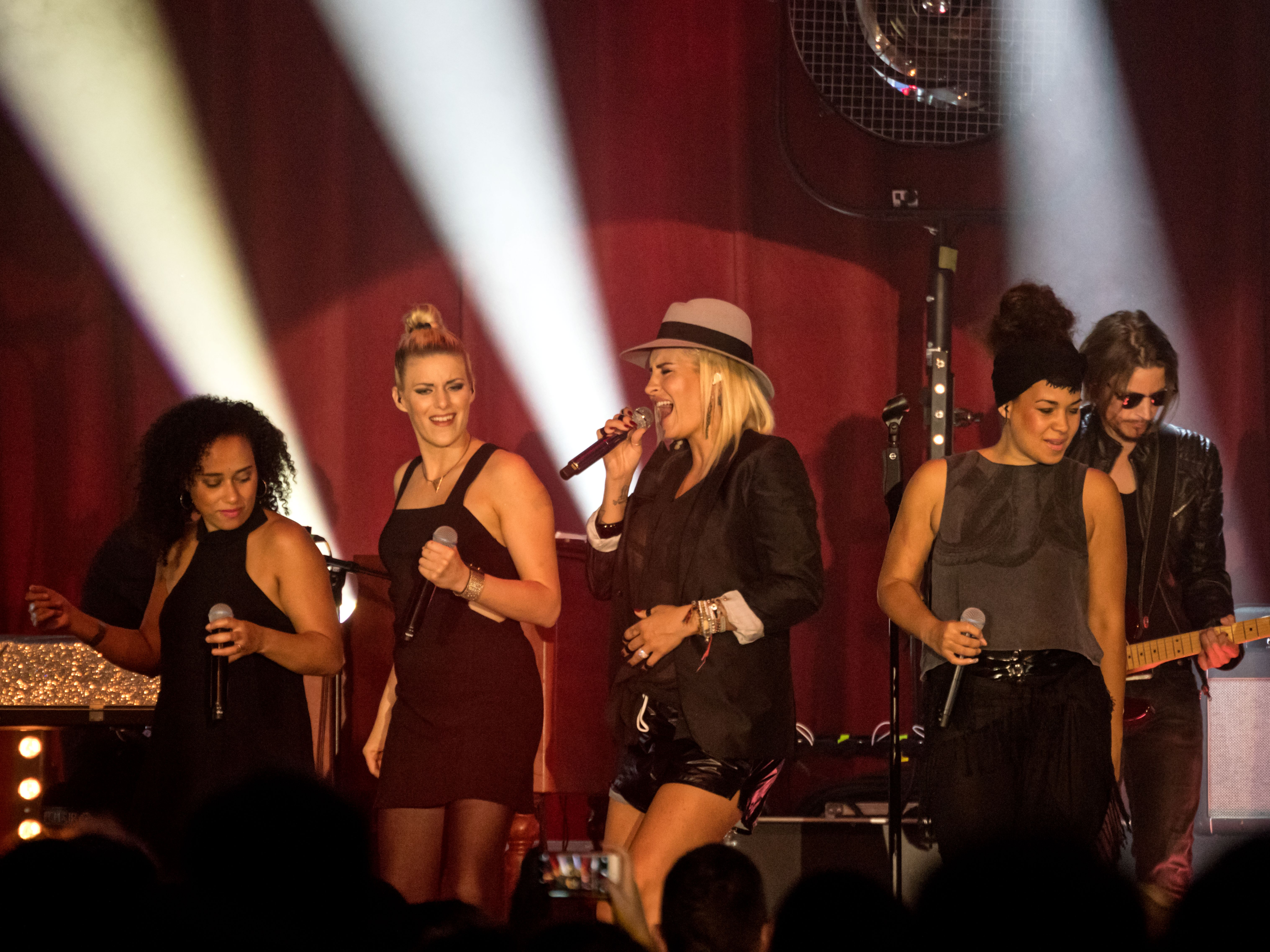
Zelt-Musik-Festival 2016 Freiburg, Duitsland

Sarah Connor, artiestennaam van Sarah Marianne Corina Lewe (Delmenhorst, 13 juni 1980) is een Duitse zangeres.
Zij brak in Nederland door met de Top 10-hit From Sarah With love.
Hierop volgde onder andere de singles Skin On Skin, One Night Stand in samenwerking met de rapper Wyclef Jean en het nummer He's Unbelievable. De singles behaalden niet het succes dat met de hitsingle From Sarah With Love was bereikt. De verkoopcijfers bleken onvoldoende om in Nederland nog verder muziek uit te brengen. Na haar tweede album Unbelievable zijn er in Nederland geen singles en albums meer verschenen.
In haar thuisland daarentegen is ze nog steeds een megaster en behaalt ze met vrijwel al haar singles de Top 10. Ze brak een record door met vier achtereenvolgende singles de eerste plaats in de Duitse hitlijsten te veroveren. In totaal scoorde ze vijf nummer 1-hits.
In maart 2007 kwam het zesde studioalbum van de zangeres uit. Deze draagt de naam Soulicious en hierop worden oude soulklassiekers nieuw leven in geblazen. Op 30 maart 2007 verscheen de eerste single The Impossible Dream (The Quest) in Duitsland. In mei 2007 werkte Sarah Connor aan een nieuwe versie van het nummer Sexual Healing, dat op het nieuwe album staat. Het nummer werd uitgebracht als duet met de populaire Amerikaanse r&b-zanger Ne-Yo. Op 22 oktober van dat jaar werd op YouTube een clip geplaatst van een superieure live vertolking door Sarah Conner van de wereldhit Son of a Preacher Man, waarbij het opvalt hoe perfect zij Engelstalige nummers zingt.

## Discografie

### Albums
| Album met eventuele hitnotering(en) in de Nederlandse Album Top 100 | Datum van verschijnen | Datum van binnenkomst | Hoogste positie | Aantal weken | Opmerkingen |
| ------------------------------------------------------------------- | --------------------- | --------------------- | --------------- | ------------ | ----------- |
| Green Eyed Soul                                                     | 26-11-2001            | 09-03-2002            | 28              | 12           |             |
| Unbelievable                                                        | 30-09-2002            | -                     | -               | -            |             |
| Key To My Soul                                                      | 10-11-2003            | -                     | -               | -            |             |
| Naughty But Nice                                                    | 21-03-2005            | -                     | -               | -            |             |
| Christmas In My Heart                                               | 18-11-2005            | -                     | -               | -            |             |
| Soulicious                                                          | 30-03-2007            | -                     | -               | -            |             |
| Sexy As Hell                                                        | 22-08-2008            | -                     | -               | -            |             |
| Real Love                                                           | 22-10-2010            | -                     | -               | -            |             |
| Muttersprache                                                       | 22-05-2015            | -                     | -               | -            |             |

### Singles
| Single met eventuele hitnotering(en) in de Nederlandse Top 40 | Datum van verschijnen | Datum van binnenkomst | Hoogste positie | Aantal weken | Opmerkingen                                             |
| ------------------------------------------------------------- | --------------------- | --------------------- | --------------- | ------------ | ------------------------------------------------------- |
| Let's Get Back To Bed - Boy!                                  | 07-05-2001            |                       |                 |              | feat. TQ                                                |
| French Kissing                                                | 20-08-2001            | 08-12-2001            | 71*             | 6            | *Mega Top 100                                           |
| From Sarah With Love                                          | 05-11-2001            | 09-03-2002            | 6               | 13           |                                                         |
| One Nite Stand (Of Wolves and Sheeps)                         | 02-09-2002            | 12-10-2002            | 25              | 5            | feat. Wyclef Jean                                       |
| Skin On Skin                                                  | 04-11-2002            | 21-12-2002            | 35              | 4            |                                                         |
| He's Unbelievable                                             | 23-03-2003            | 01-03-2003            | 49*             | 5            | *Mega Top 100                                           |
| Bounce                                                        | 21-07-2003            |                       |                 |              |                                                         |
| Music Is The Key                                              | 03-11-2003            |                       |                 |              | feat. Naturally 7                                       |
| Just One Last Dance                                           | 01-03-2004            |                       |                 |              |                                                         |
| Living To Love You                                            | 08-11-2004            |                       |                 |              |                                                         |
| From Zero To Hero                                             | 07-03-2005            |                       |                 |              |                                                         |
| Christmas In My Heart                                         | 25-11-2005            |                       |                 |              |                                                         |
| The Best Side Of Life                                         | 24-11-2006            |                       |                 |              |                                                         |
| The Impossible Dream (The Quest)                              | 30-03-2007            |                       |                 |              |                                                         |
| Sexual Healing                                                | 29-06-2007            |                       |                 |              | feat. Ne-Yo                                             |
| Under My Skin                                                 | 01-08-2008            |                       |                 |              | In Azië is het nummer door TVXQ als "Mirotic" opgenomen |
| Takin' Back My Love                                           | 20-03-2009            |                       |                 |              | Enrique Iglesias feat. Sarah Connor                     |
| Cold As Ice                                                   | 05-10-2010            |                       |                 |              |                                                         |
| Real Love                                                     | 07-12-2010            |                       |                 |              |                                                         |
| Wie schön du bist                                             | 01-05-2015            |                       |                 |              |                                                         |